# موران نوريس
موران نوريس (بالإنجليزية: Moran Norris)‏ هو لاعب كرة قدم أمريكية أمريكي، ولد في 16 يونيو 1978 في هيوستن في الولايات المتحدة.

## وصلات خارجية
- موران نوريس على موقع مرجع كرة القدم المحترفة.كوم (الإنجليزية)